# منوچهر اکبرلو
منوچهر اکبرلو (زاده ۱۳۴۱، تهران) نمایشنامه‌نویس، کارگردان تئاتر و پژوهشگر ایرانی است. وی دارای مدرک کارشناسی هنرهای نمایشی و کارشناسی ارشد پژوهش‌های هنری با گرایش تئاتر و سینما بوده و به عنوان مدرس دانشگاه، روزنامه‌نگار، منتقد، پژوهشگر، مترجم، نویسنده، ویراستار اشتغال دارد.

## نویسندگی، بازیگری و کارگردانی نمایش
| نام نمایش                  | نقش                     | سال  |
| -------------------------- | ----------------------- | ---- |
| آن که‌گفت آری، آن‌که گفت نه  | بازی                    | ۱۳۵۶ |
| آن جا که ماهی‌ها سنگ می‌شوند | بازی                    | ۱۳۵۷ |
| باغ آرزوها                 | کارگردانی               | ۱۳۷۰ |
| بهلول                      | نویسندگی/کارگردانی      | ۱۳۷۱ |
| از عرش تا فرش              | بازی/کارگردانی          | ۱۳۷۱ |
| حصار در حصار               | بازی/کارگردانی          | ۱۳۷۲ |
| دوشیزه هملت                | تهیه/کارگردانی          | ۱۳۷۲ |
| صبور                       | کارگردانی               | ۱۳۷۳ |
| موج دریا                   | بازی                    | ۱۳۷۳ |
| نقل عزا                    | نویسندگی/مشاور کارگردان | ۱۳۸۸ |

## نمایش
- نگارش و کارگردانی نمایش «آن روی سکه»؛ (ویژه نوجوانان)، کرج، تالار اندیشه، ۱۳۶۸
- نگارش و کارگردانی نمایش «تولدی دیگر»؛ (ویژه کودکان)؛ کرج؛ تالار اندیشه، ۱۳۷۰
- نگارش و کارگردانی نمایش «به دنبال پیروزی»؛ (ویژه نوجوانان)، کرج؛ تالار اندیشه، ۱۳۶۹
- نگارش و کارگردانی نمایش عروسکی «من می‌ترسم»؛ (ویژه کودکان)؛ کرج؛ تالار اندیشه، ۱۳۷۰
- نگارش و کارگردانی نمایش «مداد رنگی‌ها»؛ (ویژه کودکان)؛ تهران، تالار فرهنگ، ۱۳۷۱
- نگارش و کارگردانی نمایش”بچه‌ها کتاب! “؛ (ویژه کودکان)؛ تهران، تالار فرهنگ و مدارس تهران، ۱۳۷۲
- نگارش و کارگردانی نمایش عروسکی”بچه‌ها بیاین نمایش! “؛ (ویژه کودکان)؛ تهران، تالار فرهنگ و مدارس تهران، ۱۳۷۳
- نگارش و کارگردانی نمایش «پلنگ و آدمیزاد»؛ (ویژه کودکان)؛ تهران، تالار فرهنگ و مدارس تهران، ۱۳۷۴
- نگارش و کارگردانی نمایش عروسکی «مزه نان بی رنج»؛ (ویژه کودکان)؛ تهران، تالار فرهنگ و مدارس تهران، ۱۳۷۵
- نگارش و کارگردانی نمایش «در را باز کنید»؛ (ویژه نوجوانان)؛ تهران، تالار فرهنگ و مدارس تهران، ۱۳۷۳
- نگارش و کارگردانی نمایش «افسانه جمشید شاه»؛ (ویژه نوجوانان)، تهران، تالار فرهنگ و مدارس تهران؛ ۱۳۷۶
- نگارش نمایشنامه عروسکی"مهمانان ناخوانده " مشترک با امیر مشهدی عباس به کارگردانی امیر مشهدی عباس؛ تالار هنر؛ بهمن و اسفند ۱۳۸۶
- نگارش نمایشنامه عروسکی"غذای نذری " مشترکاً با امیر مشهدی عباس به کارگردانی امیر مشهدی عباس؛ فرهنگسرای هنر؛ بهمن ۱۳۸۶
- نگارش نمایشنامه "پیک نیک در میدان جنگ " به کارگردانی حمیدرضا ملاحسینی؛ تالار هنر؛ خرداد ۱۳۹۰
- نگارش نمایشنامه "سیب‌خورها، آلوخورها، تمشک خورها " به کارگردانی احسان مجیدی؛ تالار هنر؛ مرداد ۱۳۹۱
- طرح ایده و کارگردانی نمایش خیابانی «شهید زنده»؛ مناطق جنگی؛ ۱۳۶۴
- طرح ایده، کارگردانی و بازی در نمایش خیابانی «انتحار»؛ مناطق جنگی؛ ۱۳۶۶
- طرح ایده، کارگردانی و بازی در نمایش خیابانی «جنگ جنگ تا پیروزی»؛ مناطق جنگی؛ ۱۳۶۵
- طرح ایده، کارگردانی و بازی در نمایش خیابانی «لبخند بزن رزمنده»؛ مناطق جنگی؛ ۱۳۶۵
- طرح ایده، کارگردانی و بازی در نمایش خیابانی «بدو سرباز، بدو»؛ مناطق جنگی؛ ۱۳۶۷
- طرح ایده، کارگردانی و بازی در نمایش خیابانی «تا نظر شما چی باشه»؛ کرج، سطح شهر؛ ۱۳۷۰
- طرح ایده، کارگردانی و بازی در نمایش خیابانی «بهتر از این نمی‌شه»؛ تهران؛ سطح شهر، ۱۳۷۳
- طرح ایده، کارگردانی و بازی در نمایش خیابانی «بچه‌های محله خورشید»؛ تهران؛ سطح شهر، ۱۳۷۵
- طرح ایده، کارگردانی و بازی در نمایش خیابانی «من پیاده‌رو هستم»؛ تهران؛ سطح شهر، ۱۳۷۷
- طرح ایده و کارگردانی نمایش خیابانی «شهر ما تهران»؛ تهران؛ سطح شهر، ۱۳۷۵
- طرح ایده و کارگردانی نمایش خیابانی «ساس بود»؛ تهران؛ ۱۳۷۶
- طرح ایده و کارگردانی نمایش خیابانی «خیسیِ بهشت»؛ تهران؛ ۱۳۷۵
- نگارش طرح اولیه نمایشنامه"صبح روز اول"، نوشته علی شمس، کارگردان محمد باباوند، فرهنگسرای دانشجو، ۲۴ تا۲۷ شهریور۱۳۸۷

## نویسندگی و کارگردانی فیلم و تلویزیون وشبکه نمایشخانگی
- نگارش و کارگردانی فیلم کوتاه «دو برادر»؛ کانون پرورش فکری کودکان ونوجوانان، ۱۳۵۶
- پژوهش و نگارش مجموعه ویدئویی آموزشی" خانواده سبز“؛ برای صندوق جمعیت سازمان ملل؛ ۱۳۸۰
- نوشتن متن برای برنامه‌های رادیویی و تلویزیونی، از۱۳۷۵
- پژوهش زن در سینمای ایران شبکه ۲؛ ۱۳۸۰
- نگارش فیلم داستانی "تا مسجد"، صدا و سیما ی مرکز آذربایجان غربی، ۱۳۷۹
- نگارش متن و مشاور کارگردان مجموعه "تئاتر ۲۵ "(ویژه برنامه بیست و پنجمین جشنواره تئاتر فجر)؛ شبکه۴؛ دی ۱۳۸۵
- پژوهش، نگارش متن و مجری- بازیگر در فیلم سینمایی مستند "از قاف تا قاف "(ربع قرن سینمای ایران)؛ مؤسسه مرآت هنر؛ ۱۳۸۶
- کارشناس و مجری برنامه هفتگی «مجله تئاتر»، سال۱۳۹۰ تا کنون
- نگارش فیلمنامه، کارگردانی و گوینده نریشن فیلم آموزشی «من، تو، بن تن» ،۹ قسمت، به سفارش مؤسسه لوح طلایی، برای توزیع در شبکه نمایش خانگی، تابستان ۱۳۹۱
- نگارش فیلمنامه فیلم آموزشی «افسون انیمیشن»، به سفارش مؤسسه لوح طلایی، برای توزیع در شبکه نمایش خانگی، تابستان ۱۳۹۱
- نگارش فیلمنامه مستند «بهاالدین محمد» (شیخ بهایی)، به کارگردانی امیرحسین خلیل‌زاده، محصول مهر۱۳۹۱
- سرپرست نویسندگان برنامه روزانه گل آموز، شبکه آموزش، تابستان ۱۳۹۱
- نگارش متن مجموعه آموزشی «آواتار، افسانه یا واقعیت؟» ،۹ قسمت، برای شبکه نمایش خانگی، ضمیمه مجموعه انیمیشن آواتار»، مؤسسه تصویر دنیای هنر، بهمن۱۳۹۱

## نمایشنامه
- نگارش نمایشنامه «پلنگ و آدمیزاد» ؛ انتشارات ایتا؛ ۱۳۷۷
- نگارش مجموعه «نمایشنامه‌های کوتاه» ـ ج ۱(برای کودکان)؛ انتشارات ایتا؛ ۱۳۷۸
- نگارش مجموعه «نمایشنامه‌های کوتاه» ـ ج ۲(برای نوجوانان)؛ انتشارات ایتا؛ ۱۳۷۸
- نگارش مجموعه”نمایشنامه‌های کوتاه «ـ ج ۳(برای جوانان)؛ انتشارات ایتا؛ ۱۳۷۸
- نگارش یک دوستی داشتم «(مجموعه نمایشنامه کودکان)؛ انتشارات مدرسه؛ ۱۳۷۹
- نگارش زنده باد نمایش «(مجموعه نمایشنامه نوجوانان)؛ انتشارات مدرسه؛ ۱۳۷۹
- نگارش اسب سفید بالدار «(مجموعه نمایشنامه نوجوانان)؛ انتشارات مدرسه؛ ۱۳۸۰
- نگارش دوست دارم برگردم زمین «(مجموعه نمایشنامه کودکان)؛ انتشارات مدرسه؛ ۱۳۷۹
- نگارش شیرین‌تر از عسل“ (نمایشنامه کودکان)؛ انتشارات اذان؛ ۱۳۷۹
- نگارش بخش نمایشنامه‌های کوتاه کتاب «دارم بزرگ‌تر می‌شوم» (کتاب کار مربیان پیش دبستانی)؛ خسرو کی منش؛ دفتر مطالعات گرایش‌های دینی کودکان؛ *انتشارات گنج معرفت؛ زمستان ۱۳۸۵
- نگارش نمایشنامه «تولدت مبارک عمو هانس «ارائه شده به همایش بزرگداشت» هانس کریستین آندرسن»؛ ۱۳۸۳؛ منتشرشده در مجموعه «سه نمایشنامه *کودکانه»؛انتشارات حوا؛ پاییز۱۳۸۷
- نگارش نمایشنامه «مهمان‌های ناخوانده» و دو نمایشنامه دیگر (نمایشنامه برای کودکان) همراه با امیر مشهدی عباس؛انتشارات مدرسه؛ ۱۳۸۹
- نمایشنامه «پادشاهی که نی لبک می‌نواخت» (برای کودکان)؛ انتشارات سوره مهر؛ ۱۳۹۱
- نمایشنامه «پیک نیک در میدان جنگ» (برای کودکان)؛ انتشارات سروش؛ ۱۳۹۱
- نمایشنامه «سیب خورها، گلابی خورها، آلوخورها و تمشک خورها!» (برای کودکان)؛ انتشارات سروش؛ ۱۳۹۱

## جوایز
- دریافت جایزه پلاک طلا از انجمن نویسندگان و منتقدان خانه تئاتر برای برترین مقاله تحلیلی در زمینه تئاتر؛ ۱۳۸۴
- دریافت جایزه از انجمن نویسندگان و منتقدان خانه تئاتر برای برترین مقاله تحلیلی در زمینه تئاتر؛ ۱۳۸۵
- دریافت جایزه منتقد برتر سال ۱۳۸۳ از سوی کانون ملی منتقدان جمهوری اسلامی ایران، ۱۳۸۴
- دریافت جایزه نمایشنامه برگزیده مسابقه نمایشنامه نویسی آئین تربیت برای نمایشنامه «پلنگ و آدمیزاد»؛ ۱۳۷۸
- دریافت جایزه نمایشنامه برگزیده فستیوال تئاتر دانش آموزی برای نمایشنامه «قاب عکس دوستی»؛ ۱۳۷۹
- دریافت جایزه نمایشنامه برگزیده از مسابقه سراسری " پرسش مهر "، برای نمایشنامه"بچه‌های کوی مهر "؛۱۳۸۶
- منتقد برگزیده انجمن نمایشگران تئاتر خیابانی خانه تئاتر؛ اردیبهشت۱۳۸۷

## روزنامه‌نگاری
- روزنامه‌نگاری در نشریات مختلف از ۱۳۶۵ تاکنون

## عضویت در تشکل‌ها
- عضو ایرانی کانون جهانی منتقدان تئاتر وابسته به یونسکو
- عضو کانون ملی منتقدان تئاتر جمهوری اسلامی ایران از ۱۳۷۵
- عضو هیئت مدیره کانون ملی منتقدان تئاتر ایران؛ دوره ۱۳۸۳ – ۱۳۸۱
- بازرس انجمن نمایشگران خیابانی خانه تئاتر؛ دوره ۱۳۸۵ – ۱۳۸۲
- دبیر کمیته روابط عمومی و بین‌الملل انجمن نویسندگان کودک و نوجوان؛ ۱۳۸۲
- عضو انجمن منتقدان و نویسندگان سینما در خانه سینما از ۱۳۷۵
- عضو هیئت مؤسس انجمن تئاتر کودک و نوجوان خانه تئاتر؛ ۱۳۸۴
- عضو و رئیس هیئت مدیره انجمن تئاتر کودک و نوجوان خانه تئاتر؛ از آغاز(۱۳۸۴) تا ۱۳۹۱
- عضو هیئت مؤسس بنیاد نمایش کودک
- عضو هیئت نظارت و سانسور پیش از چاپ کتب کودک و نوجوان در دورۀ وزارت علی جنتی(١٣٩٥-١٣٩٢)[۱]